# HiDownload
HiDownload — условно-бесплатный менеджер закачек для загрузки файлов из Интернета или локальной сети способный закачивать файлы по протоколам HTTP, FTP, RTSP, MMS, PNM, MMST и MMSU с максимальной скоростью, разработанный командой программистов «StreamingStar Technology Inc.».

## Возможности
- Поддержка протоколов — HTTP, FTP, RTSP, MMS, PNM, MMST и MMSU.
- Поддержка потокового аудио — RA, RM и Apple Quicktime Streaming.
- Одновременная загрузка файлов в несколько потоков.
- Возможность работать через прокси.
- Имеет встроенный просмотрщик и распаковщик ZIP-архивов с возможностью скачивания только выбранных файлов из них.
- Возобновление загрузки файла с последнего места его разрыва.
- Планировщик заданий.
- Поддержка стандартных протоколов, которые используются для передачи потокового видео.
- Возможность записи потоков в форматах Windows Media, RealVideo и Apple Quicktime.
- Интеграция в популярные браузеры.
- Гибкая настройка автовыключения компьютера.
- Установка каталога для сохранения скачанных файлов (настройка категорий).
- Подкастинг.
- Поддержка p2p сетей.
- Удобный и гибко настраиваемый анализатор трафика для захвата установленных типов файлов в браузере.